# CAPNS2
CAPNS2 (англ. Calpain small subunit 2) – білок, який кодується однойменним геном, розташованим у людей на 16-й хромосомі. Довжина поліпептидного ланцюга білка становить 248 амінокислот, а молекулярна маса — 27 660.
| 10         |  | 20         |  | 30         |  | 40         |  | 50         |
| ---------- |  | ---------- |  | ---------- |  | ---------- |  | ---------- |
| MFLAKALLEG |  | ADRGLGEALG |  | GLFGGGGQRR |  | EGGGRNIGGI |  | VGGIVNFISE |
| AAAAQYTPEP |  | PPTQQHFTSV |  | EASESEEVRR |  | FRQQFTQLAG |  | PDMEVGATDL |
| MNILNKVLSK |  | HKDLKTDGFS |  | LDTCRSIVSV |  | MDSDTTGKLG |  | FEEFKYLWNN |
| IKKWQCVYKQ |  | YDRDHSGSLG |  | SSQLRGALQA |  | AGFQLNEQLY |  | QMIVRRYANE |
| DGDMDFNNFI |  | SCLVRLDAMF |  | RAFKSLDRDR |  | DGLIQVSIKE |  | WLQLTMYS   |

A: Аланін

C: Цистеїн

D: Аспарагінова кислота

E: Глутамінова кислота

F: Фенілаланін

G: Гліцин

H: Гістидин

I: Ізолейцин

K: Лізин

L: Лейцин

M: Метіонін

N: Аспарагін

P: Пролін

Q: Глутамін

R: Аргінін

S: Серин

T: Треонін

V: Валін

W: Триптофан

Білок має сайт для зв'язування з іонами металів, іоном кальцію. 
Локалізований у клітинній мембрані, цитоплазмі, мембрані.